# Newnhamia insolita
Newnhamia insolita је животињска врста класе Crustacea која припада реду Podocopida. 

## Угроженост
Ова врста се сматра рањивом у погледу угрожености врсте од изумирања.

## Распрострањење
Аустралија је једино познато природно станиште врсте.

## Станиште
Станиште врсте су слатководна подручја.